# Stade Ange Casanova
Het Stade Ange Casanova is een voetbalstadion in de Franse stad Ajaccio, op Corsica. Het is de thuishaven van de voetbalclub Gazélec Ajaccio en het heeft een capaciteit van 4.177 plaatsen. Het is daarmee het tweede stadion van Ajaccio, na Stade François Coty. Het werd in 1961 geopend onder de naam Stade Mezzavia. De naam werd op 16 juli 1994 veranderd in de huidige, ter ere van oud-directeur Ange Casanova.